# Danilo Škerbinek
Danilo Škerbinek, slovenski planinec, * 21. september 1940.
Bil je mdr. načelnik komisije za Gorsko reševalna službo pri Planinski zvezi Slovenije.

## Odlikovanja in nagrade
Leta 2000 je prejel častni znak svobode Republike Slovenije z naslednjo utemeljitvijo: »za požrtvovalno in vztrajno delo v planinski organizaciji«.